# Lenzen (Schiffsmanöver)
Lenzen bezeichnet ein Schiffsmanöver, das zum Abwettern bei schwerer See durchgeführt werden kann.

## Beschreibung
Das Lenzen ist ein Manöver, bei dem das Schiff vor der recht achterlich eintreffenden See fährt. Auf Segelschiffen wurde früher zum Teil versucht, mit gepressten Segeln den vom Heck auflaufenden Seen davonzufahren oder vor Topp und Takel (ohne gesetzte Segel) vor der See abzulaufen. Zur Unterstützung der Steuerfähigkeit wurde häufig ein Lenzsack hinterhergeschleppt oder es wurden Leinen am Heck ausgesteckt. Die Wucht des auftreffenden Wassers wurde zudem oft durch das Ausbringen von Wellenberuhigungsöl am Heck vermindert. Dampf- und Motorschiffe lenzten mit langsam voraus arbeitender Maschine, um die Steuerfähigkeit zu erhalten.

## Vor- und Nachteile
Da das Schiff beim Lenzen mehr oder weniger eigene Fahrt durchs Wasser macht, wirkt die auf das Achterschiff einkommende See weniger heftig und mit geringerer Begegnungsperiode als beim Fahren gegen die See. Einen zusätzlichen Schutz beim Lenzen bietet das Kielwasser und bei maschinengetriebenen Schiffen das eigene Schraubenwasser. Das Manöver birgt jedoch mehrere Gefahren, die es aus heutiger Sicht zu den gefährlichsten Manövern in schwerer See machen. Zum einen neigen Schiffe bei leicht seitlich achterlicher See häufig zum Gieren, bei dem das Schiff querschlagen kann; zudem kann es zu stabilitätsmindernden Resonanzen der Begegnungsperiode mit der eigenen Rolleigenperiode kommen; darüber hinaus kann eine Wetterverschlechterung durch das ruhigere Seeverhalten unter Umständen zu spät erkannt werden. Insbesondere kleinere Schiffe oder Schiffe mit geringer Stabilität, Schiffe mit geringem Freibord oder Ladung, die verrutschen kann, sind gefährdet. Auch Seebereiche, in denen die See häufiger steiler als normal auftritt, sind beim Lenzen besonders gefährlich.